# Marfil del Arcángel
El Marfil del Arcángel es el mayor panel de marfil bizantino que se conserva, actualmente en el Museo Británico de Londres. Fechado a principios del siglo VI, representa a un arcángel que sostiene un cetro y un orbe imperial.

## Descripción
El personaje Suele identificarse como el arcángel Miguel, y se supone que el panel formaba la parte derecha de un díptico, mientras que la mitad izquierda, que se ha perdido, podría representar al emperador Justiniano I (que reinó entre 527 y 565), a quien el arcángel ofrecería las insignias del poder imperial. El panel es la pieza individual de marfil bizantino más grande que se conserva, con sus 42,9 × 14,3 cm. Es, junto con el Díptico Barberini, uno de los dos importantes marfiles bizantinos del siglo VI que se conservan y que se atribuyen a los talleres imperiales de Constantinopla bajo el reinado de Justiniano,  aunque la atribución se presupone sobre todo por el tamaño y el trabajo artesanal.
La figura está representada en un estilo muy clásico, con vestimenta griega o romana y con un rostro juvenil y proporciones que se ajustan a los ideales de la escultura clásica. El espacio arquitectónico, sin embargo, es más típicamente bizantino en su flexión de la lógica espacial: los pies del arcángel están en la parte superior de una escalera que se aleja de la base de las columnas, pero sus brazos y alas están delante de las columnas. Los pies tampoco están firmemente plantados en los escalones.
En la parte superior hay una inscripción en griego, cuya traducción es diversa. Traducida como «Recibe a este suplicante, a pesar de su pecaminosidad», podría ser una expresión de humildad por parte de Justiniano. Interpretada como el comienzo de una inscripción que continúa en el segundo panel perdido, podría decir: «Recibe estos dones, y habiendo aprendido la causa...».